# Lacóbriga

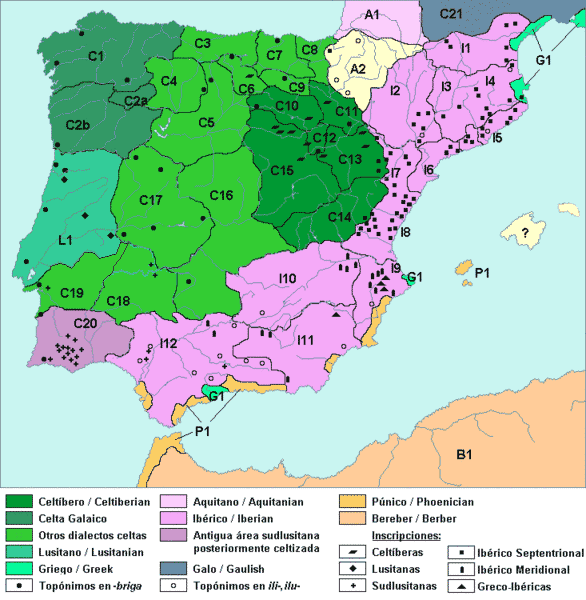
Lacóbriga está em C20, no contexto da Península Ibérica pré-romana

Localização da atual cidade de Lagos

Lacóbriga (em latim: Lacobrica) foi uma antiga povoação de origem Celta, normalmente identificada como a antecessora da actual cidade de Lagos, em Portugal.

## Contextualização histórica

### Fundação e expansão
O local onde se erguia a urbe de Lacóbriga ainda é discutido, tendo sido apontadas várias hipóteses, como a Fonte Coberta, Serro da Amendoeira, Figueira da Misericórdia, Figueiral, e o Paul; no entanto, o local que é mais vezes aceite é o Monte Molião. O Serro da Amendoeira e o Figueiral não são hipóteses viáveis, pela sua localização; já o Paul, situado entre o Monte Molião e o final do Vale de Bensafrim, junto à localidade das Portelas, é considerado uma melhor hipótese, pois aí chegavam as águas das marés, possibilitando a criação de bivalves, com os quais os habitantes podiam complementar a sua alimentação. No entanto, tal como acontece com a Fonte Coberta, os vestígios arqueológicos presentes não sustentam a existência de um povoado. Em contraste, o Monte Molião apresenta vários importantes achados arqueológicos, do período pré-histórico até ao domínio romano, além de ser um local ideal devido à facilidade com que se podiam estabelecer defesas.
A cidade terá sido fundada pelos Cónios por volta do ano 1 899 a.C.. Contudo, tal fundação por parte dos cónios ainda é alvo de debate, sendo que alguns historiadores mantêm a possibilidade dos cónios integrarem o movimento dos povos do mar, que teve início no 1º milénio a.C.

### Domínio cartaginês
Foi conquistada pelos cartagineses, chefiados por Amílcar Barca numa data indefinida. No século IV a.C., a povoação mais antiga foi destruída por um terramoto, sendo reedificada na actual localização de Lagos pelo capitão cartaginês Boodes em 250 a.C..

### Domínio romano
Em 76, Lacóbriga é cercada pelas tropas romanas, lideradas pelo procônsul Quinto Cecílio Metelo Pio, que cortam o abastecimento de água, bem precioso na cidade devido à quase inexistência de furos de água potável; em resposta, Sertório envia tropas e água, terminando o cerco. Durante a ocupação romana, torna-se um importante centro industrial, como pode ser comprovado pelos vários tanques de salga encontrados, onde se produzia o garo, um composto de peixe salgado.

## Queda do Império Romano do Ocidente

### Invasões bárbaras
Com a queda do Império Romano do Ocidente, a cidade foi ocupada no século V pelos Visigodos do Reino de Toledo e mais tarde ocupada pelos bizantinos.

### Conquista muçulmana
A cidade seria tomada pelos muçulmanos em 716, tendo o seu nome sido mudado para Halaq Al-Zawaia.